# USS Fargo (CL-106)
USS Fargo (CL-106) var en lätt kryssare av Fargo-klass som tjänstgjorde i den amerikanska flottan.
Kryssarna i Fargo-klassen var en modifierad version av den tidigare Cleveland-klassen. Den största skillnaden var en mer kompakt pyramidformad överbyggnad med en enda skorsten, avsedd att förbättra siktesmöjligheterna för luftvärnskanonerna.
Kryssaren sjösattes den 25 februari 1945 av New York Shipbuilding Corporation, Camden, New Jersey, och togs i bruk den 9 december 1945.

## Tjänstgöring

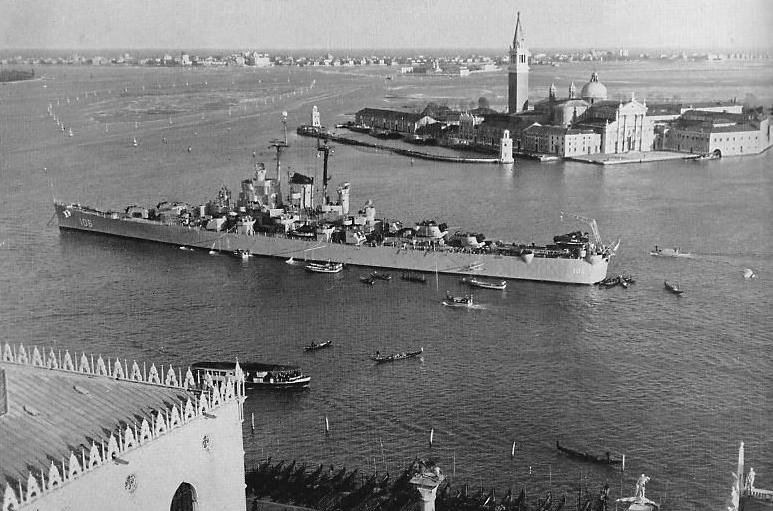
USS Fargo i Venedig 1949.

Fargo seglade från Philadelphia den 15 april 1946 med viceamiral Bernard H. Bieri ombord för en kryssning till Bermuda, Trinidad, Recife, Rio de Janeiro och Montevideo, varifrån hon seglade den 31 maj till Medelhavet. Under denna tjänstgöring besökte hon en rad olika hamnar i Turkiet, Libanon, Grekland, Italien och Frankrike samt Nordafrika och fungerade som amerikansk representant i Trieste, som då var oroligt på grund av oenighet mellan Italien och Jugoslavien om stadens status.
Fargo återvände till New York den 2 mars 1947 och seglade återigen till Medelhavet den 20 maj, och under denna tid tjänstgjorde Fargo under en månad som flaggskepp för Commander, Naval Forces Mediterranean. Hon återvände till Newport den 13 september och förberedde sig för omfattande övningar med Atlantflottan i oktober och november i vattnen från Bermuda till Newfoundland, under vilka hon förde med sig viceamiral Arthur W. Radford.
Under de återstående två åren av sin tjänstgöring genomförde Fargo ytterligare två turer i Medelhavet och deltog två gånger i storskaliga övningar i Karibien. Hon togs ur bruk och placerades i reserv, lade till i Bayonne, New Jersey, den 14 februari 1950, ströks ur flottans register den 1 mars 1970 och såldes den 18 augusti 1971 till Union Minerals and Alloys Corporation, Kearny, New Jersey för skrotning.